# 인더스-갠지스 평원

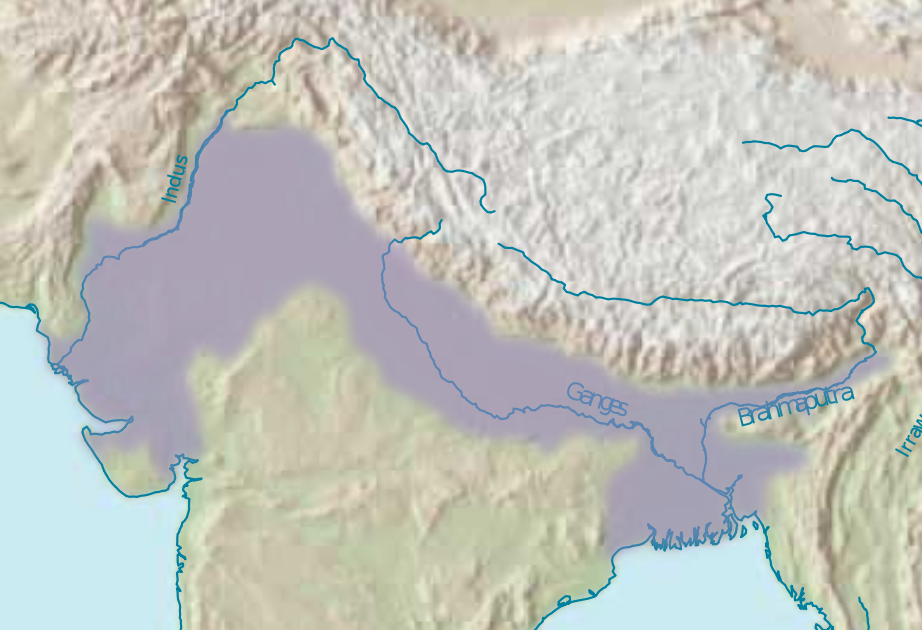
힌두스탄 평원

인더스-갠지스 평원(Indo-Gangetic Plain)은 인도 북부, 네팔 남부, 방글라데시, 파키스탄을 동서로 달리는 대평원이다. 갠지스강과 인더스강 유역에 펼쳐지는 양 하천의 퇴적작용으로 생긴 충적평원이다. 인도의 총면적의 약 1/3을 차지하며, 서부의 건조지대를 제외하면 가장 조건이 좋은 농업 지대로 인구밀도도 높다. 동부는 비교적 강우량이 많아 도작(稻作 : 벼농사)이 이루어진다. 서부로 감에 따라 차츰 건조도가 높아져 소맥이 많이 재배되나 서부의 타르 사막에 이르면 완전한 건조지대로 농업은 거의 불가능하다. 최근에 특히 파키스탄의 인더스 강 유역에서 관개 사업이 잘 되어 소맥과 면화의 재배면적이 늘어가고 있다.